# 郭塘站

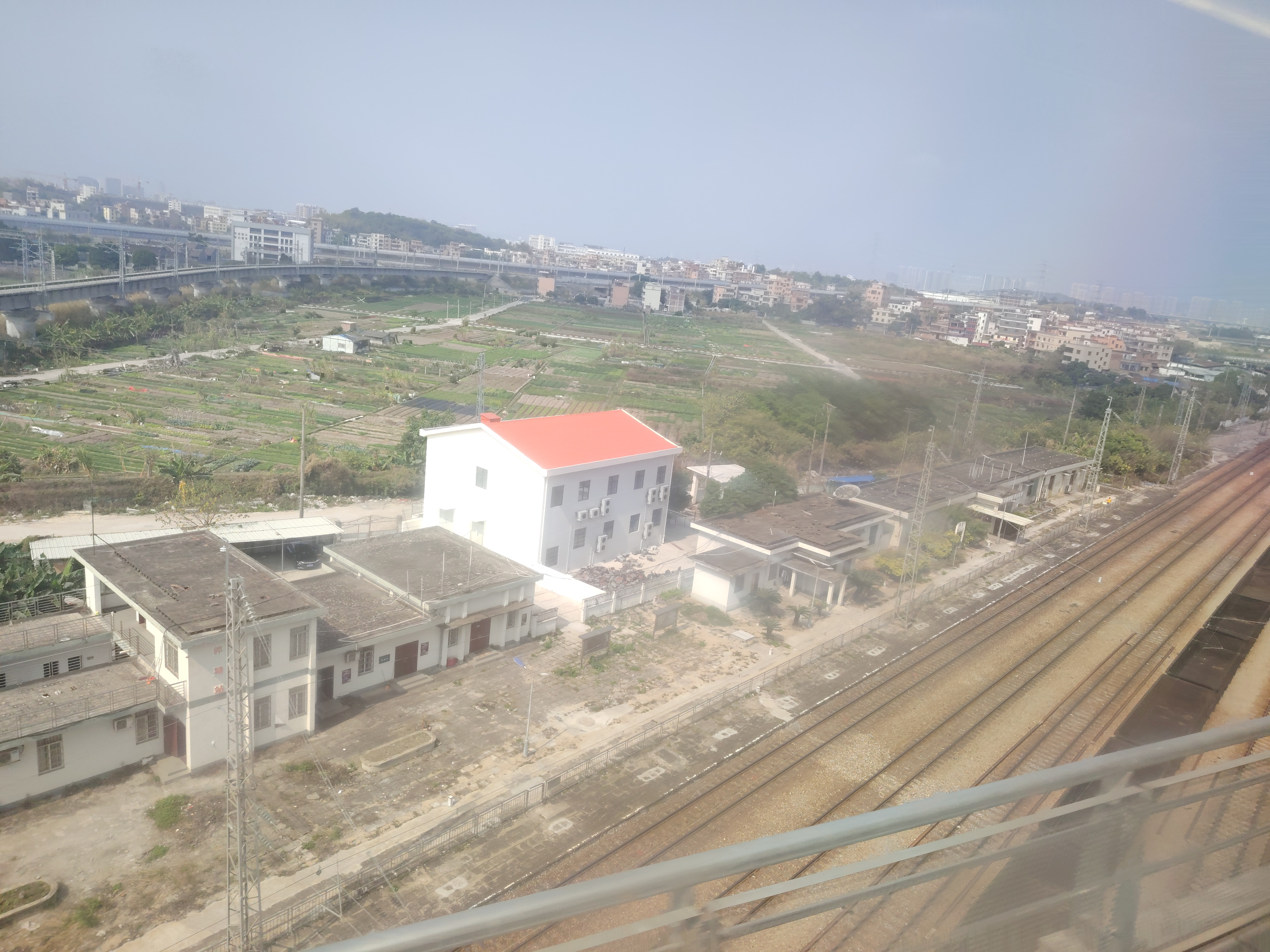
郭塘站俯瞰

郭塘站位于中國广东省广州市白云区江高镇郭塘村，是京广铁路线上的一座车站，启用于1908年，距丰台站2,262公里，距广州站21公里。该站为广州铁路集团管辖的四等站，办理货运业务，取送作业由江村站安排调机完成。
该站设有京广下行正线1条、到发线4条，站场整体被京广上行正线外包。站内设有2座货场，含货物线共计9条。该站还设有通往神山郭塘经济发展公司、中铁五局集团物资实业有限责任公司广州分公司和中铁特货物流股份有限公司广州机械保温车辆段的专用线。
该站原设有联络线接駁京广高速铁路，后为配合广州白云站启用，联络线不再接入本站，改为接入广州白云站。